# Antal Doráti

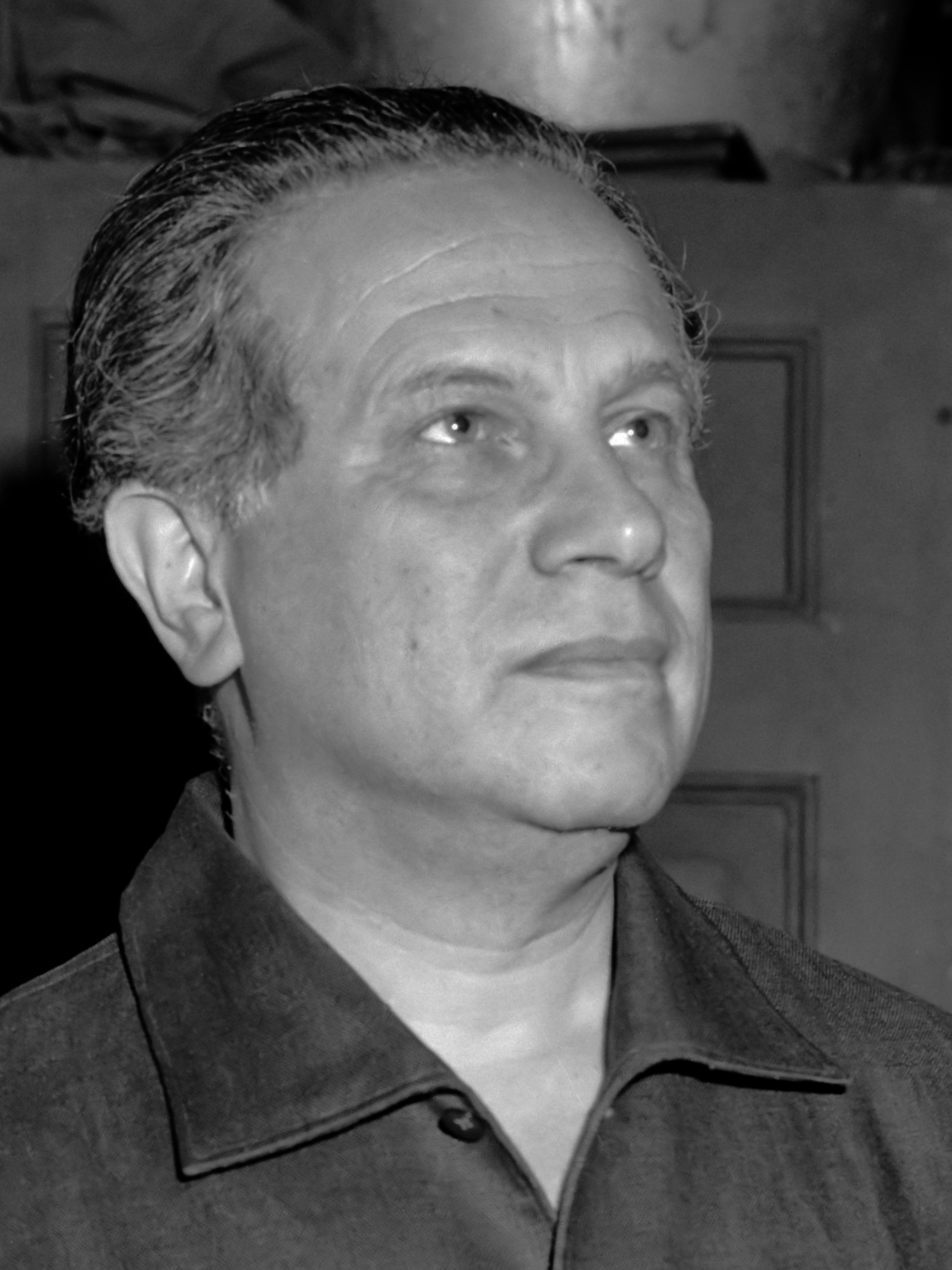
Antal Doráti (1962)

Antal Doráti (9 de Abril de 1906 - 13 de Novembro de 1988) foi um maestro e compositor húngaro. 

## Vida
Doráti nasceu em Budapeste, Hungria, onde seu pai era violinista da Orquestra Filarmônica de Budapeste. Ele estudou na Academia de Música Franz Liszt composição com Zoltán Kodály e Leo Weiner e piano com Béla Bartók. Ele fez sua estréia como maestro em 1921 na Ópera Real de Budapeste. Em 1941 ele foi nomeado o maestro principal da orquestra do Teatro de Ballet Estadunidense, permanecendo no cargo até 1945. De 1945 até 1948 ele foi o maestro da Orquestra Sinfônica de Dallas. Em 1947 ele naturalizou-se cidadão estadunidense. De 1949 até 1960 ele foi o principal maestro da Orquestra Sinfônica de Minneapolis. De 1963 até 1966 ele foi o maestro da Orquestra Sinfônica da BBC, com qual ele fez sua performance de aposentadoria, a Sinfonia em Cinco Movimentos e a Suite Madrigal. De 1966 até 1970 ele foi o maestro principal da Filarmônica de Estocolmo, com quem ele realizou a primeira turnê internacional da orquestra. De 1970 até 1977 ele foi o maestro da Orquestra Sinfônica Nacional (Estados Unidos). De 1977 até 1981 ele foi maestro principal da Orquestra Sinfônica de Detroit e de 1975 até 1979 ele foi o maestro da Orquestra Filarmônica Real. Doráti conduziu a estréia mundial do Concerto de Viola de Bartók com a Orquestra Sinfônica de Minneapolis em 1949.
Em 1979 ele publicou sua autobiografia, intitulada Notes of Seven Decades. EM 1983 a Rainha Elizabeth II fez de Doráti um Cavaleiro Honorário Comandante da Ordem do Império Britânico. 
Dorati morreu aos oitenta e dois anos em Gerzensee, Suíça.

## Carreira
Doráti ocupou cargos como maestro principal das seguintes orquestras:
- Ballet Russe, Diretor Musical (1937–1941).
- Orquestra do Ballet Theatre (1941–1945).
- Orquestra Sinfônica de Dallas (1945–1948)
- Orquestra Sinfônica de Minneapolis (1949–1960)
- BBC Symphony Orchestra (1963–1966), que se despediu dele tocando sua Sinfonia em Cinco Movimentos e sua Suíte Madrigal.
- Orquestra Filarmônica de Estocolmo (1966–74), com a qual gravou sua Sinfonia nº 1 e sua Sinfonia nº 2, "Querela Pacis" pelo selo BIS. Ele levou aquela orquestra em suas primeiras turnês internacionais.
- Orquestra Sinfônica Nacional em Washington, DC (1970–1977), que ele resgatou da falência e de uma greve de jogadores.
- Orquestra Sinfônica de Detroit (1977–1981)
- Orquestra Filarmônica Real (1975–1979)